# Valter Matošević
Valter Matoševic (født 11. juni 1970) er en kroatisk tidligere håndboldmålmand.

## Klubkarriere
Matoševic spillede for en række europæiske topklubber, blandt andet:
- 2004–2005  RK Zagreb
- 2005–2007  HSG Wetzlar
- 2007–2008  Portland San Antonio
- 2008–2009  FCK Håndbold

## Landshold
Matošević var en del af det kroatiske landshold, der vandt guld i OL to gange: 1996 og 2004. Desuden var han med til at vinde VM-guld 2003.